# Jeździec wielorybów
Jeździec wielorybów (ang. Whale Rider) – nowozelandzko-niemiecki film fabularny z 2002 roku, w reżyserii Niki Caro o dwunastoletniej Paikei, która wbrew tradycjom ludu Māori dąży do odziedziczenia przywództwa w plemieniu pomimo tego, że nie jest chłopcem. Film opiera się na powieści Witi Tame Ihimaera.
13-letnia Keisha Castle-Hughes stała się najmłodszą nominowaną do Oscara aktorką za rolę pierwszoplanową.

## Obsada
- Keisha Castle-Hughes – Paikea "Pai" Apirana
- Rawiri Paratene – Koro Apirana (dziadek Paikei)
- Vicky Haughton – Nanny Flowers Apirana (babcia Paikei)
- Cliff Curtis – Porourangi Apirana (ojciec Paikei)
- Grant Roa – Rawiri Apirana (wujek Paikei)
- Mana Taumaunu – Hemi (kolega Paikei)
- Rachel House – Shilo (dziewczyna Rawiriego)
- Taungaroa Emile – Willie
- Tammy Davis – Dog
- Mabel Wharekawa-Burt – Maka
- Rawinia Clarke – Miro
- Tahei Simpson – panna Parata (nauczycielka Paikei)
- Roimata Taimana – ojciec Hemiego

## Nagrody i wyróżnienia
| Państwo                   | Nagroda                                                                                   | Szczegóły |
| ------------------------- | ----------------------------------------------------------------------------------------- | --- |
| Australia i Nowa Zelandia | APRA Awards 2003                                                                          | - wygrana w kategorii: Best Original Song Composed for a Feature Film, Telemovie, TV Series or Mini-Series (Lisa Gerrard "Go Forward") - nominacja w kategorii: Best Soundtrack Album (Lisa Gerrard Whale Rider) |
| Australia                 | Australian Film Institute Awards 2003                                                     | nominacja w kategorii: Best Foreign Film Award (John Barnett, Frank Hübner, Tim Sanders) |
| Australia                 | Film Critics Circle of Australia Awards 2003                                              | nominacja w kategorii: Najlepszy film zagraniczny anglojęzyczny |
| Nowa Zelandia             | New Zealand Film Awards 2003                                                              | - wygrane w 9 kategoriach: Best Actress (Keisha Castle-Hughes), Best Costume Design (Kirsty Cameron), Best Director (Niki Caro), Best Film (Tim Sanders, John Barnett), Best Juvenile Performer (Mana Taumaunu), Best Original Music (Lisa Gerrard), Best Screenplay (Niki Caro), Best Supporting Actor (Cliff Curtis), Best Supporting Actress (Vicky Haughton) - nominacje w 6 kategoriach: Film Award, Best Actor (Rawiri Paratene), Best Cinematography (Leon Narbey), Best Design (Grant Major), Best Editing (David Coulson), Best Makeup (Denise Kum), Best Supporting Actor (Grant Roa) |
| Brazylia                  | São Paulo International Film Festival 2003                                                | wygrana w kategorii: International Jury Award (Niki Caro) |
| Filipiny                  | Cinemanila International Film Festival 2003                                               | wygrana w kategorii: Special Jury Prize (Niki Caro) |
| Hawaje                    | Maui Film Festival 2003                                                                   | wygrana w kategorii: Audience Award: Best Dramatic Feature |
| Hiszpania                 | Festival Internacional de Cine de San Sebastián 2002                                      | nominacja w kategorii: Złota Muszla (Niki Caro) |
| Holandia                  | International Film Festival Rotterdam 2003                                                | wygrana w kategorii: Audience Award (Niki Caro) |
| Kanada                    | Toronto International Film Festival 2002                                                  | wygrana w kategorii: People's Choice Award (Niki Caro) |
| Meksyk                    | Festival Internacional de Cine Contemporáneo (FICCO) 2004                                 | wygrana w kategorii: Special Award: Best Humanitarian Content (Niki Caro) |
| Niemcy                    | Deutscher Jugendvideopreis 2004                                                           | wygrana w kategorii Kinder |
| Stany Zjednoczone         | Academy Awards, 76. ceremonia wręczenia Oscarów                                           | nominacja w kategorii: Najlepsza aktorka pierwszoplanowa (Keisha Castle-Hughes) |
| Stany Zjednoczone         | Broadcast Film Critics Association Award (Critics Choice Awards) 2003                     | - wygrana w kategorii: Najlepszy młody aktor/aktorka (Keisha Castle-Hughes) - nominacja w kategorii: Najlepszy film familijny live-action |
| Stany Zjednoczone         | Chicago Film Critics Association Awards 2003 (rozdanie w 2004)                            | - wygrana w kategorii: Most Promising Performer (Keisha Castle-Hughes) - nominacje w 2 kategoriach: Best Actress (Keisha Castle-Hughes), Most Promising Filmmaker (Niki Caro) |
| Stany Zjednoczone         | Chicago International Children's Film Festival 2003                                       | wygrana w kategorii: Children's Jury Award: Live-Action Feature Film or Video (Niki Caro) |
| Stany Zjednoczone         | Chlotrudis Awards 2004                                                                    | nominacje w 2 kategoriach: Najlepsza aktorka (Keisha Castle-Hughes), Najlepszy scenariusz adaptowany (Niki Caro) |
| Stany Zjednoczone         | Environmental Media Awards 2003                                                           | wygrana w kategorii: Best Feature Film |
| Stany Zjednoczone         | Golden Trailer Awards (2004)                                                              | nominacja w kategorii: Najlepszy voice-over (agencja KO Creative) |
| Stany Zjednoczone         | Humanitas Prize 2003                                                                      | wygrana w kategorii: Sundance Film Category (Niki Caro) |
| Stany Zjednoczone         | Independent Spirit Awards 2004                                                            | wygrana w kategorii: Najlepszy film zagraniczny |
| Stany Zjednoczone         | Lake Placid Film Festival 2003                                                            | wygrana w kategorii: Audience Award |
| Stany Zjednoczone         | NAACP Image Awards 2004                                                                   | nominacje w 2 kategoriach: Outstanding Actress in a Motion Picture (Keisha Castle-Hughes), Outstanding Motion Picture |
| Stany Zjednoczone         | Motion Picture Sound Editors (M.P.S.E.) 2004                                              | nominacja w kategorii: Golden Reel Award: Best Sound Editing in Foreign Features (Stefan Colli, Chris Burt, Josef Steinbüchel, Mirko Reinhard, Markus Wimmer, André Zimmerman, Sven Neumann, Luigi Rensinghoff) |
| Stany Zjednoczone         | National Board of Review Awards 2003                                                      | wygrana w kategorii: Special Recognition for Excellence in Filmmaking |
| Stany Zjednoczone         | Online Film Critics Society Awards 2003 (rozdanie w styczniu 2004)                        | - wygrana w kategorii: Best Breakthrough Performance (Keisha Castle-Hughe) - nominacja w kategorii: Best Breakthrough Filmmaker (Niki Caro) |
| Stany Zjednoczone         | Phoenix Film Critics Society Awards 2004                                                  | nominacja w kategorii: Best Performance by a Youth in a Lead or Supporting Role - Female (Keisha Castle-Hughes) |
| Stany Zjednoczone         | San Francisco International Film Festival 2003                                            | wygrana w kategorii: Audience Award: Best Narrative Feature (Niki Caro) (wraz z filmem Kukułka Aleksandra Rogożkina) |
| Stany Zjednoczone         | Satellite Awards (Złoty Satelita) 2004                                                    | nominacje w 4 kategoriach: Best Art Direction and Production Design (Grant Major, Grace Mok), Najlepszy reżyser (Niki Caro), Najlepszy film dramatyczny, Najlepszy scenariusz adaptowany (Niki Caro) |
| Stany Zjednoczone         | Screen Actors Guild Awards 2003 (Nagroda Gildii Aktorów Filmowych, rozdanie w lutym 2004) | nominacja w kategorii: Najlepsza aktorka drugoplanowa (Keisha Castle-Hughe) |
| Stany Zjednoczone         | Seattle International Film Festival 2003                                                  | wygrane w 2 kategoriach: Golden Space Needle Award for Best Director (Niki Caro), Golden Space Needle Award for Best Film |
| Stany Zjednoczone         | Sundance Film Festival 2003                                                               | wygrana w kategorii: Audience Award: World Cinema (Niki Caro) |
| Stany Zjednoczone         | Teen Choice Award 2004                                                                    | nominacja w kategorii: Choice Breakout Movie Star – Female (Keisha Castle-Hughes) |
| Stany Zjednoczone         | Washington D.C. Area Film Critics Association Awards 2003                                 | nominacja w kategorii: Najlepsza aktorka (Keisha Castle-Hughes) |
| Stany Zjednoczone         | Young Artist Award (Nagroda Młodych Artystów) 2004                                        | wygrane w 2 kategoriach: Best International Feature Film, Best Young Actress in an International Film (Keisha Castle-Hughes) |
| Wielka Brytania           | BAFTA Children's Award 2003                                                               | wygrana w kategorii: Best Feature Film (Tim Sanders, John Barnett, Frank Hübner, Niki Caro) |
| Wielka Brytania           | British Independent Film Awards 2003                                                      | nominacja w kategorii: Najlepszy film zagraniczny |